# Etnocaceristische Beweging
De Etnocaceristische Beweging (Movimiento Etnocacerista) is een linksnationalistische en indigenistische stroming in Peru.
De naam etnocacerisme is opgebouwd uit twee delen, die verwijzen naar de twee componenten van de beweging. Etno- verwijst naar de inheemse oorsprong van Peru, in het bijzonder de Quecha-indianen die in het verleden het Incarijk hadden gevormd, -cacerisme verwijst naar Andrés Avelino Cáceres, een oorlogsheld uit de Oorlog van de Grote Oceaan die Peru (overigens zonder succes) verdedigde tegen de binnenvallende Chileense troepen.
Het etnocacerisme benadrukt het Incaverleden en probeert dat in de hedendaagse samenleving te incorporeren. Het verzet zich tegen het liberalisme en tegen buitenlandse invloeden in de Peruaanse economie. Etnocaceristen zijn vaak sterk anti-Amerikaans en anti-Chileens en de beweging is verder voorstander van de legalisering van coca.
Veel aanhangers van het etnocacerisme komen voort uit het leger, voornamelijk officieren uit de oorlogen tegen het Lichtend Pad, de Revolutionaire Beweging Tupac Amaru en de grensconflicten met Ecuador. In 2000 leidden een aantal etnocaceristen een vergeefse opstand tegen de Peruviaanse dictator Alberto Fujimori. De prominentste exponenten van de beweging zijn Antauro Humala en diens broer Ollanta Humala. Die laatste deed tijdens de verkiezingen van 2006 een onsuccesvolle poging voor de Peruviaanse Nationalistische Partij (PNP) president van Peru te worden. Na de verkiezingen van 2011 werd hij alsnog president van Peru.